# Préméditation (roman)
Préméditation — Before the Fact  dans l'édition originale britannique — est un roman policier britannique de Francis Iles, nom de plume d’Anthony Berkeley, publié en 1932.
Le roman a été adapté au cinéma par Alfred Hitchcock en 1941 sous le titre Soupçons, avec Cary Grant et Joan Fontaine. Les producteurs imposèrent toutefois au réalisateur de modifier la fin, qui s'éloigne sensiblement pour cette raison du récit original.

## Résumé
Élevée dans un milieu aisé au début des années 1920, Lina est une femme qui connaît peu le monde. Cependant, elle a toujours trouvé la vie à la campagne auprès de ses parents assez ennuyeuse, aussi aspire-t-elle à de romanesques aventures. Encore vierge à 28 ans, elle se révèle une proie facile pour Johnnie Aysgarth, un séduisant célibataire de 27 ans, issu d'un milieu pauvre. Le père de Lina, le général McLaidlaw, s'oppose bien entendu au mariage, et chacun a deviné que Johnnie ne s'intéresse à la jeune fille que pour son argent. Mais, aveuglée par sa passion, Lina épouse son prétendant en dépit de tous.
Les jeunes mariés passent leur lune de miel à Paris, où ils descendent dans les meilleurs hôtels et fréquentent les meilleurs restaurants. À leur retour, ils emménagent dans une somptueuse maison au cœur de Londres. Après six semaines, Johnnie, sans emploi et sans le sou, avoue à sa femme qu'ils ont vécu depuis leurs noces sur des emprunts qu'il a contractés et qu'il faut maintenant rembourser. Peu à peu, Lina prend à sa charge toutes les dépenses du couple et demande instamment à son mari de chercher un travail. Ils doivent bientôt quitter leur coûteuse maison londonienne et s'installer dans le Dorset, où ils choisissent une propriété plus modeste. Fort heureusement, Johnnie trouve un emploi et devient le valet du riche capitaine Melbeck. Mais Lina comprend que son mari mène une double vie, qu'il est un voleur et un menteur compulsif. Elle est témoin de plusieurs de ses larcins commis à l'encontre de ses proches et amis, de son employeur et d'elle-même. Après la mort du père de Lina, dans des circonstances troublantes, Johnnie adopte une attitude encore plus désinvolte. Les relations conjugales entre lui et Lina se détériorent.
À ce moment-là, Johnnie s'intéresse beaucoup aux ouvrages d'Isobel Sedbusk, un auteur de roman policier, et à l'une de ses théories sur la meilleure façon de commettre un crime parfait : inoculer un microbe à sa victime. Peu après, Lina attrape froid et doit s'aliter avec tous les symptômes d'une grosse grippe…

## Éditions
Édition originale en anglais
- (en) Francis Iles, Before the Fact, Londres, Gollancz, 1932

Éditions françaises
- Francis Iles (auteur) et Pierre-Jean Robert (traducteur), Préméditation [« Before the Fact »], Paris, Éditions Gallimard, 1932, 268 p. (BNF 32269234)
- Francis Iles (auteur) et Pierre-Jean Robert (traducteur), Préméditation [« Before the Fact »], Paris, Éditions Gallimard, coll. « La Méridienne », 1953, 261 p. (BNF 32269236)
- Francis Iles (auteur) et Pierre-Jean Robert (traducteur), Préméditation [« Before the Fact »], Paris, Éditions Gallimard, coll. « Le Livre de poche », 1961, 273 p. (BNF 33047838), préface de Roger Nimier

NotePar mégarde, l’édition Folio de 1973 donne sous le titre Préméditation le texte de Complicité, un autre roman signé Francis Iles, et vice versa.

## Adaptation cinématographique
- 1941 : Soupçons (Suspicion), film américain réalisé par Alfred Hitchcock, avec Cary Grant et Joan Fontaine qui remporte l'Oscar de la meilleure actrice en 1942.